# Melitaea antigonus
Melitaea antigonus är en fjärilsart som beskrevs av Herbst 1800. Melitaea antigonus ingår i släktet Melitaea och familjen praktfjärilar. Inga underarter finns listade i Catalogue of Life.